# Membracis juncta
Membracis juncta är en insektsart som beskrevs av Walker. Membracis juncta ingår i släktet Membracis och familjen hornstritar. Inga underarter finns listade i Catalogue of Life.